# Olympische Sommerspiele 1920/Teilnehmer (Portugal)
| Gelbes Symbol für Goldmedaillen mit stilisierten Olympischen Ringen | Graues Symbol für Silbermedaillen mit stilisierten Olympischen Ringen | Braundes Symbol für Bronzemedaillen mit stilisierten Olympischen Ringen |
| ------------------------------------------------------------------- | --------------------------------------------------------------------- | ----------------------------------------------------------------------- |
| —                                                                   | —                                                                     | —                                                                       |

Portugal nahm an den Olympischen Sommerspielen 1920 in Antwerpen, Belgien, mit einer Delegation von 13 Sportlern (allesamt Männer) teil.

## Teilnehmer nach Sportarten

### Fechten
- António de Menezes
Degen, Einzel: 6. Platz
Degen, Mannschaft: 4. Platz

- Jorge de Paiva
Degen, Einzel: 12. Platz
Degen, Mannschaft: 4. Platz

- Fernando Correia
Degen, Einzel: Halbfinale

- João Sassetti
Degen, Einzel: Halbfinale
Degen, Mannschaft: 4. Platz

- Henrique da Silveira
Degen, Einzel: Viertelfinale
Degen, Mannschaft: 4. Platz

- Rui Mayer
Degen, Einzel: Viertelfinale
Degen, Mannschaft: 4. Platz

- Frederico Paredes
Degen, Einzel: Vorläufe
Degen, Mannschaft: 4. Platz

- Manuel Queiróz
Degen, Einzel: Vorläufe
Degen, Mannschaft: 4. Platz

### Schießen
- Hermínio Rebelo
Armeerevolver, 30 Meter, Mannschaft: 8. Platz
Armeegewehr, liegend, 300 Meter, Mannschaft: 15. Platz
Armeegewehr, liegend, 600 Meter, Mannschaft: 14. Platz
Armeegewehr, stehend, 300 Meter, Mannschaft: 11. Platz
Armeegewehr, liegend, 300 & 600 Meter, Mannschaft: 11. Platz

- António dos Santos
Armeerevolver, 30 Meter, Mannschaft: 8. Platz
Armeegewehr, liegend, 300 Meter, Mannschaft: 15. Platz
Armeegewehr, liegend, 600 Meter, Mannschaft: 14. Platz
Armeegewehr, stehend, 300 Meter, Mannschaft: 11. Platz
Armeegewehr, liegend, 300 & 600 Meter, Mannschaft: 11. Platz

- António Ferreira
Armeerevolver, 30 Meter, Mannschaft: 8. Platz
Armeegewehr, liegend, 300 Meter, Mannschaft: 15. Platz
Armeegewehr, liegend, 600 Meter, Mannschaft: 14. Platz
Armeegewehr, stehend, 300 Meter, Mannschaft: 11. Platz
Armeegewehr, liegend, 300 & 600 Meter, Mannschaft: 11. Platz

- António Martins
Armeerevolver, 30 Meter, Mannschaft: 8. Platz
Armeegewehr, liegend, 300 Meter, Mannschaft: 15. Platz
Armeegewehr, liegend, 600 Meter, Mannschaft: 14. Platz
Armeegewehr, stehend, 300 Meter, Mannschaft: 11. Platz
Armeegewehr, liegend, 300 & 600 Meter, Mannschaft: 11. Platz

- Dario Canas
Armeerevolver, 30 Meter, Mannschaft: 8. Platz
Armeegewehr, liegend, 300 Meter, Mannschaft: 15. Platz
Armeegewehr, liegend, 600 Meter, Mannschaft: 14. Platz
Armeegewehr, stehend, 300 Meter, Mannschaft: 11. Platz
Armeegewehr, liegend, 300 & 600 Meter, Mannschaft: 11. Platz